# Évaluation des pratiques professionnelles
 (octobre 2018).
Pour les articles homonymes, voir EPP.
En France, l'Évaluation des pratiques professionnelles (EPP), est une analyse des pratiques professionnelles suivant des recommandations de bonnes pratiques et méthodes en provenance de la Haute Autorité de santé (HAS) française.
Toutes les professions de santé sont concernées par la mise en place de l’évaluation des pratiques professionnelles au travers de l’obligation de formation continue. Seuls les médecins ont une obligation d’EPP. Les autres (chirurgiens-dentistes, sages-femmes et pharmaciens) ont, comme tout professionnel de santé, une obligation de formation continue et les textes précisent que l’on peut accomplir son obligation de formation en réalisant une EPP. Les instances qui seront chargées de l’organisation de l’EPP ne sont pas connues à ce jour. Il y a un mouvement national et international qui pousse l’ensemble des professionnels de santé à s’inscrire dans une démarche qualité pour améliorer les soins dispensés à la personne soignée. Cela se traduira peut-être un jour par une loi généralisée à l’ensemble des professions de santé à l’instar de la formation continue. 
Les médecins doivent évaluer leurs pratiques professionnelles, une démarche coordonnée avec la formation médicale continue (FMC), devenue Développement professionnel continu (DPC).
Tous les médecins sont concernés, quels que soient leur activité et leur statut : libéral ou salarié, militaire, médecin conseil de caisse, médecin du travail, médecin du sport, médecin collaborateur des laboratoires pharmaceutiques.
Le lancement officiel de la formation médicale obligatoire des médecins et de  l'évaluation des pratiques professionnelles est suspendu à la parution d'un décret au Journal officiel qui ne devrait pas être publié avant le premier trimestre 2008.[Passage à actualiser]
Normalement, le coup d´envoi de la FMC obligatoire devrait être donné le 1er janvier 2008. Un décret devrait être pris en ce sens. À partir de cette date, les médecins qui n´auraient pas encore suivi d´actions de FMC auront donc cinq ans devant eux pour totaliser les 250 points de crédit nécessaires à la satisfaction de leur obligation. Mais les actions réalisées antérieurement à cette date resteront validantes.[Passage à actualiser]

## Enjeu
Le but premier est toujours l’amélioration continue de la qualité des soins et la prise en charge du patient.
L'article 11 du code de déontologie médicale le stipulait déjà : « Tout médecin doit entretenir et perfectionner ses connaissances ; il doit prendre toutes dispositions nécessaires pour participer à des actions de formation continue. Tout médecin participe à l'évaluation des pratiques professionnelles.»
L'EPP doit permettre à tout médecin de déceler ses points faibles, tandis que la formation médicale continue (FMC)  doit lui permettre de s'améliorer là où des faiblesses sont apparues.
L'amélioration des pratiques passe par un accompagnement de l'exercice individuel qui doit se rapprocher le plus possible des règles établies de manière consensuelle, sur des bases reconnues et validées par les sociétés savantes et les organismes reconnus les plus compétents dans chaque spécialité.
L'EPP doit être :
- Pertinente : ce qu'on va mesurer doit être utile. Il s'agit d'analyser les points qui vont renforcer la capacité du médecin à se regarder travailler, à s'auto-analyser pour s'améliorer.
- Équitable : tous les médecins doivent avoir la même obligation face à l'EPP.
- Supportable : le médecin s'engage dans l'évaluation en sachant que ce n'est pas au-dessus de ses moyens ou de ses possibilités.

## Réglementation
L’EPP est obligatoire et individuelle pour tous les médecins inscrits au tableau ordinal (médecins libéraux en cabinet et/ou en établissement de soins, médecins salariés exerçant ou non dans un établissement de soins, médecins militaires) en application de la loi de réforme de l'assurance maladie du 13 août 2004 et du décret du 14 avril 2005 (article D.4133-23) qui précise les modalités d'organisation de l'EPP, en particulier le rôle des URML (Unions Régionales des Médecins Libéraux) et des CME (Commission ou Conférence  Médicale d'Etablissement) d'établissements privés.
L'Arrêté du 13 juillet 2006 englobe l'EPP dans la FMC en publiant le barème des crédits (points qu'il faut acquérir sur une période de 5 ans).
L’EPP est fondée sur un système de crédit et permet de valider 100 crédits sur les 250 requis pour la validation de la FMC.
Cette validation, selon les modes d'exercice (libéral, public, etc.) est établie par les  Unions Régionales des Médecins Libéraux (URML) et/ou la Commission ou Conférence  Médicale d'Etablissement (CME) pour délivrer le certificat individuel d’EPP, après avis d'un clinicien extérieur (médecins habilités) pour ensuite se voir délivrer une attestation quinquennale par l'Ordre des médecins.
Les conseils départementaux de l'Ordre, chargés de la tenue du dossier des médecins, leur délivreront leurs attestations  d'EPP et de FMC affichables dans les cabinets médicaux.
| Activité            | Médecin libéral                    | Médecin hospitalier                | Médecin salarié                    |
| ------------------- | ---------------------------------- | ---------------------------------- | ---------------------------------- |
| 1/ (S')INFORMER     | URML / CME                         | CME                                | CME/HAS                            |
| 2/ REALISER SON EPP | OA, MH, ES                         | OA, ES                             | OA, ES                             |
| 3/ VALIDER SON EPP  | URML +/- CME                       | CME                                | CME                                |
| 4/ VALIDATION       | CERTIFICAT                         | CERTIFICAT                         | CERTIFICAT                         |
| 5/ ENREGISTREMENT   | par CRFMC                          | par CRFMC                          | par CRFMC                          |
| 6/ ATTESTATION      | par CDOM                           | par CDOM                           | par CDOM                           |
| 7/ TRANSMISSION     | liste annuelle à ASSURANCE MALADIE | liste annuelle à ASSURANCE MALADIE | liste annuelle à ASSURANCE MALADIE |

URML : union régionale des médecins libéraux ; CME : commission ou conférence médicale d'établissement ; OA : organisme agréé pour l'EPP par la HAS; ES : établissement de santé ; MH : médecin habilité ;
CD : conseil départemental. CRFMC : Conseil Régional de Formation Médicale Continue ; CDOM : Conseil Départemental de l'Ordre des Médecins

## Les crédits en pratique
Obtenir 250 crédits formation en 5 ans, dont 150 au titre de la FMC.
Il existe 2 compteurs indépendants, l'un pour la FMC, l'autre pour l'EPP.
Les crédits FMC et EPP ne sont pas interchangeables. Les médecins doivent faire face aux 2 obligations.
- FMC : 150 crédits en 5 ans.

Les actions de FMC éligibles appartiennent à 3 catégories :
1. Les formations présentielles : une soirée ou une demi-journée de FMC = 4 crédits, une journée de FMC = 8 crédits. Les pièces justificatives sont des attestations délivrées par les associations agréées ou les universités. 150 crédits sont cumulables dans cette catégorie mais il faut compléter par un recours aux autres catégories de la FMC.
2. Les formations à distance : Abonnement à un quotidien ou un hebdomadaire professionnel : 2 crédits par an (maximum de 10 crédits sur 5 ans) - Abonnements à des revues scientifiques répondant aux 6 critères de qualité des CNFMC : 4 crédits par an (maximum de 40 crédits sur 5 ans) - Enseignement virtuel sur Internet validé par CNFMC : 4 à 8 crédits FMC. Les pièces justificatives sont des justificatifs d'abonnement, des tests de lecture.
3. Les situations professionnelles formatrices : regroupées en 4 groupes - les formations professionnelles des salariés et les staffs protocolisés - les missions d'intérêt général (qualité, organisation des soins, prévention) - les activités de formateur et les jurys - la recherche et les publications personnelles. 4 crédits par 1/2 journée de présence (maximum de 100 crédits sur 5 ans). La pièce justificative est l'attestation de l'organisme ou de la structure concernée.

- EPP : 100 crédits en 5 ans : Les 100 crédits s'acquièrent en une seule fois, à l'issue d'un cycle d'évaluation répondant aux critères fixés par la Haute Autorité de Santé (HAS).

## Le dispositif n'est pas finalisé
- Il est tenu pour illisible par de nombreux médecins.

- Le début de l'obligation quinquennale devrait coïncider avec la mise en place des futurs conseils régionaux de FMC (CRFMC), chargés de déterminer si les obligations ont bien été accomplies. Le décret qui doit préciser ces nouvelles modalités tarde à paraître. « Le changement de gouvernement a imposé une nouvelle concertation autour de ce texte. En son attente, le conseil national de FMC (CNFMC) a commencé à étudier les dossiers de demande d'agrément des organismes. Sur les 402 dossiers reçus, 84 décisions ont été prises. 60 associations ont été agréées, 20 ont vu leur dossier refusé et 4 sont actuellement en suspens »[5].

- Il suscite encore beaucoup d'inquiétudes et d'interrogations. Qu'est-ce que la compétence médicale ? Que doit-on précisément évaluer ? Pourquoi les médecins doivent-ils communiquer à la Caisse Nationale d'Assurance Maladie (CNAM) leur situation par rapport à l'EPP ? N'y a-t-il pas un risque de dérive vers une labellisation ? Que faire lorsqu'un médecin n'aura pas effectué son EPP ? Quelle différence entre évaluations pérenne et ponctuelle ? Comment va-t-on financer l'EPP ?

- Il existe un manque d'articulation entre les procédures de FMC et d'EPP qui répondent à des cahiers des charges et à des modalités pratiques différentes[6].

- La loi du 21 juillet 2009 regroupe au sein du développement professionnel continu (DPC) la FMC d'une part et de l'EPP d'autre part. Les programmes présentés par les organismes professionnels doivent correspondre à des orientations nationales ou régionales et sont soumis à une validation par la Haute Autorité de santé.

## Les sanctions en cas de non soumission à l'obligation
À préciser : condamnation au titre des articles L145-1 et suivants du code de la sécurité sociale à un avertissement, un blâme, une interdiction.